# Przyjaciele (polski serial telewizyjny)
Przyjaciele – polski serial obyczajowo-historyczny powstały w latach 1979-1981.

## Treść
Akcja serialu toczy się w latach od 1945 do 1956. Kolejne części przedstawiają losy trzech przyjaciół – inteligenta, robotnika i chłopa – których młodość przypadła na pierwsze lata powojennej Polski. Pomimo różnego pochodzenia, odmiennych motywacji i targających nimi wątpliwości Kazimierz, Piotr i Daniel angażują się w działalność Związku Młodzieży Polskiej, współtworząc podwaliny systemu Polski Ludowej. Przyjaciele stykają się jednak z oporem społeczeństwa, dwulicowością i nadgorliwością partyjnych towarzyszy i w końcu własnym rozczarowaniem. 

## Tytuły odcinków
- 1. Krew
- 2. Czystość
- 3. Praca
- 4. Nauka
- 5. Walka

## Okoliczności powstania serialu
Pomysł przedstawienia problemów pierwszego pokolenia działaczy Polski Ludowej narodził się pod koniec lat 70. Premierę pierwszego odcinka zaplanowano na 22 lipca 1979 roku. Wbrew oczekiwaniom władz, pilotażowy odcinek przedstawiał powojenną rzeczywistość w sposób daleki od ówczesnej propagandy, więc premierę filmu wstrzymano. Cały serial powstał przed Sierpniem 1980, jednak ukazał się w telewizji dopiero latem 1981, ponad pół roku po emisji serialu Dom.
Przyjaciele byli pierwszym serialem w reżyserii Andrzeja Kostenki, uznanego wówczas operatora filmowego. Do głównych ról zaangażowano trzech młodych aktorów Teatru na Woli. 
Współscenarzystą serialu był Aleksander Minkowski, współtwórca serialu Dyrektorzy (1975). Ostatni odcinek Przyjaciół kończy się w 1956 roku, gdy zaczyna się akcja Dyrektorów i również przedstawia problemy fabryki.
W serialu Przyjaciele zadebiutował jako twórca muzyki filmowej Michał Lorenc, a oryginalną piosenkę wykonał Andrzej Zaucha.
Na początku 1983 roku, gdy w Polsce trwał stan wojenny, dzięki inicjatywie Romana Polańskiego serial Przyjaciele został wyemitowany w 2. programie telewizji we Francji, gdzie osiągnął rekordową oglądalność.

## Obsada
- Michał Anioł - Daniel Osadowski
- Andrzej Golejewski - Piotr Pierzchała
- Jan Jurewicz - Kazimierz Jakubik
- Krystyna Wachelko-Zaleska - Olga
- Maria Mamona - Weronika
- Joanna Pacuła - Krystyna
- Maria Homerska - matka Daniela
- Ryszard Barycz - ojciec Daniela
- Anna Milewska - nauczycielka
- Eugeniusz Priwieziencew - instruktor ZMP
- Alicja Jachiewicz - Ligia
- Wojciech Machnicki - Szurmach
- Marian Opania - major
- Adam Ferency - Bartoszek, działacz ZMP
- Arkadiusz Bazak - Korczyc, sekretarz PZPR